# Seznam slezských šlechtických rodů, B
Tento seznam obsahuje výčet šlechtických rodů, které byly v minulosti spjaty s územím Slezska. Podmínkou uvedení je držba majetku, která byla v minulosti jedním z hlavních atributů šlechty, případně, zejména u šlechty novodobé, jejich služby ve státní správě na území Slezska či podnikatelské aktivity. Platí rovněž, že u šlechty, která nedržela konkrétní nemovitý majetek, jsou uvedeny celé rody, tj. rodiny, které na daném území žily alespoň po dvě generace, nejsou tudíž zahrnuti a počítáni za domácí šlechtu jednotlivci, kteří ve Slezsku vykonávali pouze určité funkce (politické, vojenské apod.) po přechodnou či krátkou dobu. Nejsou rovněž zahrnuti církevní hodnostáři z řad šlechty, kteří pocházeli ze šlechtických rodů z jiných zemí.

## B
- Badurkové ze Skočova[1]
- Bahenští z Lukova[1]
- Bartodějští z Bartoděj[1]
- Baruthové[2]
- Bavorové z Holovous[1]
- Bayerové z Bayersburgu[3]
- Beesové z Chrostiny[3]
- Bellegardové
- Bechyňové z Lažan
- Bělcovští z Bělcovic[1]
- Belrupt-Tissacové[3]
- z Belku[1]
- Běnečtí z Běnetic[1]
- Benešovci
- Běnkovští z Běnkovic[1]
- Bergerové z Bergu
- z Bernartic[1]
- Běsové z Malenovic[4]
- Běšinové z Běšin
- Bírkové z Násilé[1]
- Bítovští z Bítova
- z Bischofswerde[4]
- Blanckensteinové[3]
- Bludovští z Dolních Bludovic [5]
- Blücherové z Wahlstattu[3]
- z Bobolusk[1]
- Bochovcové z Buchova[1]
- Borovští z Borovna[1]
- Boryňové ze Lhoty
- z Bouzova
- Branečtí z Dětmarovic[1]
- z Brodku[1]
- Bruntálští z Vrbna
- Bruzovští z Bruzovic[1]
- z Březan[1]
- Bujakowski z Knurova a Malhotic
- Bubnové z Litic
- Bungarští[1]
- Buřejové z Klivova[1]
- Buřinští z Buřína[1]
- Butzové z Rolsbergu[6]
- Bystřičtí ze Studnic[1]
- Byšinští z Byšiny[1]
- Bzencové z Markvartovic[7]